# Ашеберг
Ашеберг (нім. Ascheberg) — громада в Німеччині, знаходиться в землі Північний Рейн-Вестфалія. Підпорядковується адміністративному округу Мюнстер. Входить до складу району Кесфельд.
Площа — 106 км2. Населення становить 15 580 ос. (станом на 31 грудня 2020).